# Piscine Hébert

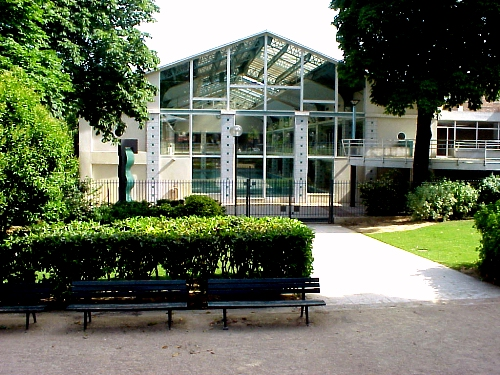
Paris: Piscine Hébert

La Piscine Hébert est une piscine située à Paris, au 2, rue des Fillettes, près de la place Hébert.
La décision de sa construction est prise lors d'une délibération du 31 décembre 1892. Une innovation majeure est l'installation de bains-douches,  aménagée dans un bâtiment annexe, distinct des douches entourant la piscine, qui sont réservées à l’usage des baigneurs.
Comme les autres piscines parisiennes, l'entrée est gratuite, avec toutefois l’instauration, dès 1895, d’une redevance fixée à vingt centimes pour la location du linge, ce tarif ayant pour but d’écarter les individus suspects et  les fauteurs de troubles au profit de la « population ouvrière honnête ».
Elle est construite en 1896 par l'architecte Kuffer. Elle bénéficiait d’une eau à 26 °C issue d’un puits artésien foré pour alimenter le quartier en eau potable.
C'est à l'origine un bâtiment de type industriel, à ossature métallique.
Elle est restaurée en 1924.
Le système du toit ouvrant fut rajouté dans les années 1960.
En 1990, le bâtiment a presque été totalement reconstruit à l'exception du bassin dont le fond a été remplacé par un radier en béton ferraillé.